# Gonethina fijiana
Gonethina fijiana är en mångfotingart som beskrevs av Chamberlin 1920. Gonethina fijiana ingår i släktet Gonethina och familjen Pselliodidae.
Artens utbredningsområde är Fiji. Inga underarter finns listade i Catalogue of Life.